# Жоллен, Николя Рене
Николя Рене Жоллен-младший (фр. Nicolas-René Jollain; 1732[…], Париж — 1804[…], Париж) — французский художник.

## Биография
Родился в 1732 году в Париже. Наиболее известный представитель династии малоизвестных живописцев и гравёров. Потомок Николя Рене Жоллена-старшего, работавшего при дворе короля Франции Людовика XIV. Учился сперва под руководством кого-то из членов своей семьи, а затем — в мастерской живописца Жана-Батиста Мари Пьера.
В 1754 году получил Римскую премию второй степени в области живописи (премию первой степени в тот год выиграл Жан-Пьер Шарден, сын Жана-Батиста Шардена). В 1765 (по другим данным, в 1773 году) году стал членом Королевской академии живописи и скульптуры. Участвовал в росписи интерьеров дворца Бельвю и Малого Трианона, часовни Святой Троицы при замке Фонтенбло и др.
Выставлял свои работы на Парижском салоне. На Салоне 1781 года похвалы современников заслужила его аллегорическая работа «Человечество желает остановить Демона Войны».
На салоне 1791 года представил картину «Поль и Виргиния» на сюжет нового на тот момент романа Бернардена де Сен-Пьера (был издан в 1787 году).
После Французской революции художник был практически забыт. Однако, он продолжал занимать должность хранителя живописного собрания Луврского дворца и проживал там же, в выделенном ему под квартиру помещении. Когда в 1792 году была создана комиссия, отвечавшая за преобразование Лувра в публичный музей, одним из членов этой комиссии стал Жоллен, «хранитель картин Короля» (должность, очевидно, полученная им ещё до революции).
Преподавал живопись и имел учеников, среди которых иногда указывается Анн Луи Жироде-Триозон (однако в биографиях Жироде тот называется учеником Жака-Луи Давида).
Скончался Жоллен в 1804 году в Париже.

## Галерея

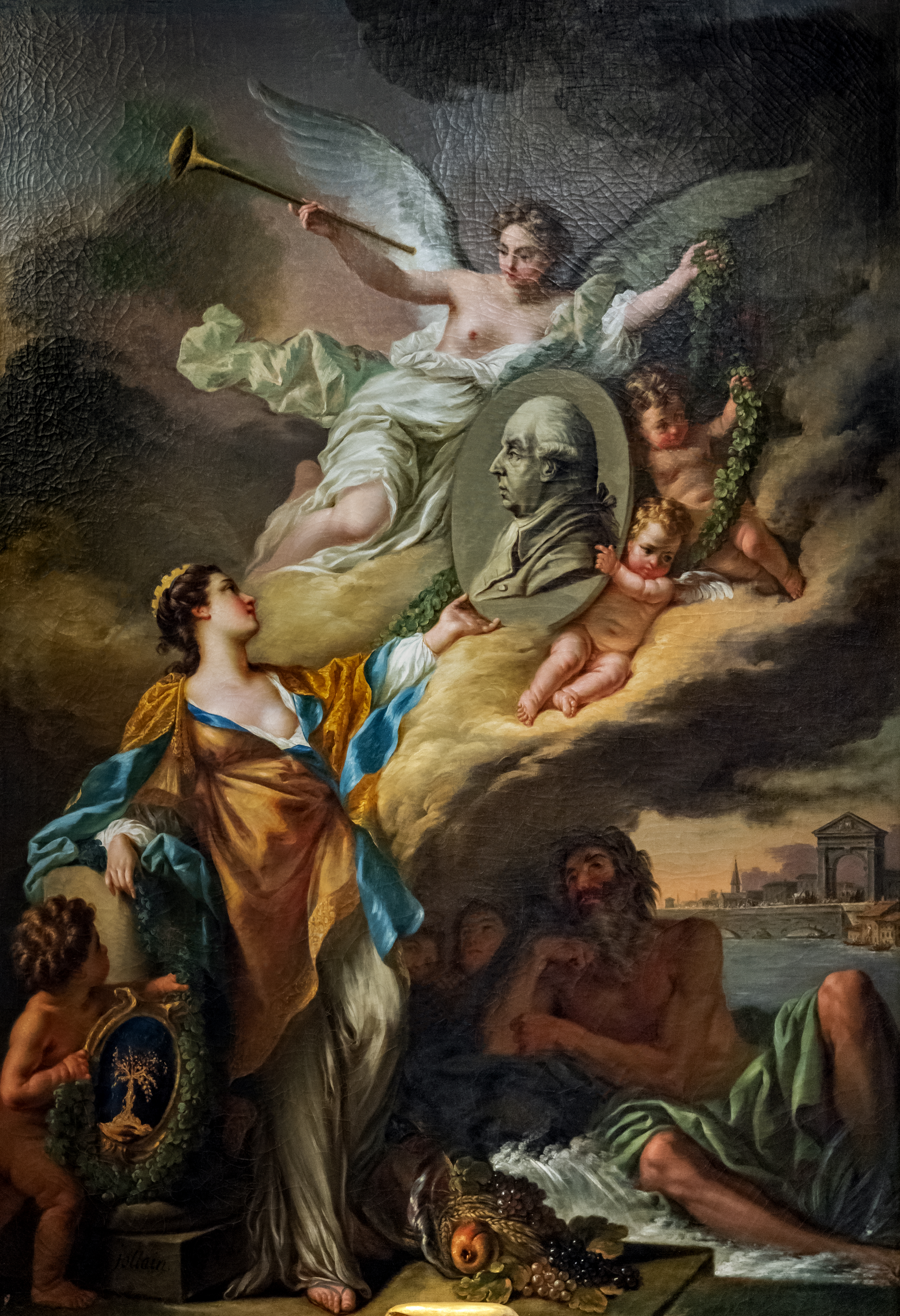
Аллегория наводнения на реке Тарн и преодоления его последствий, 1768
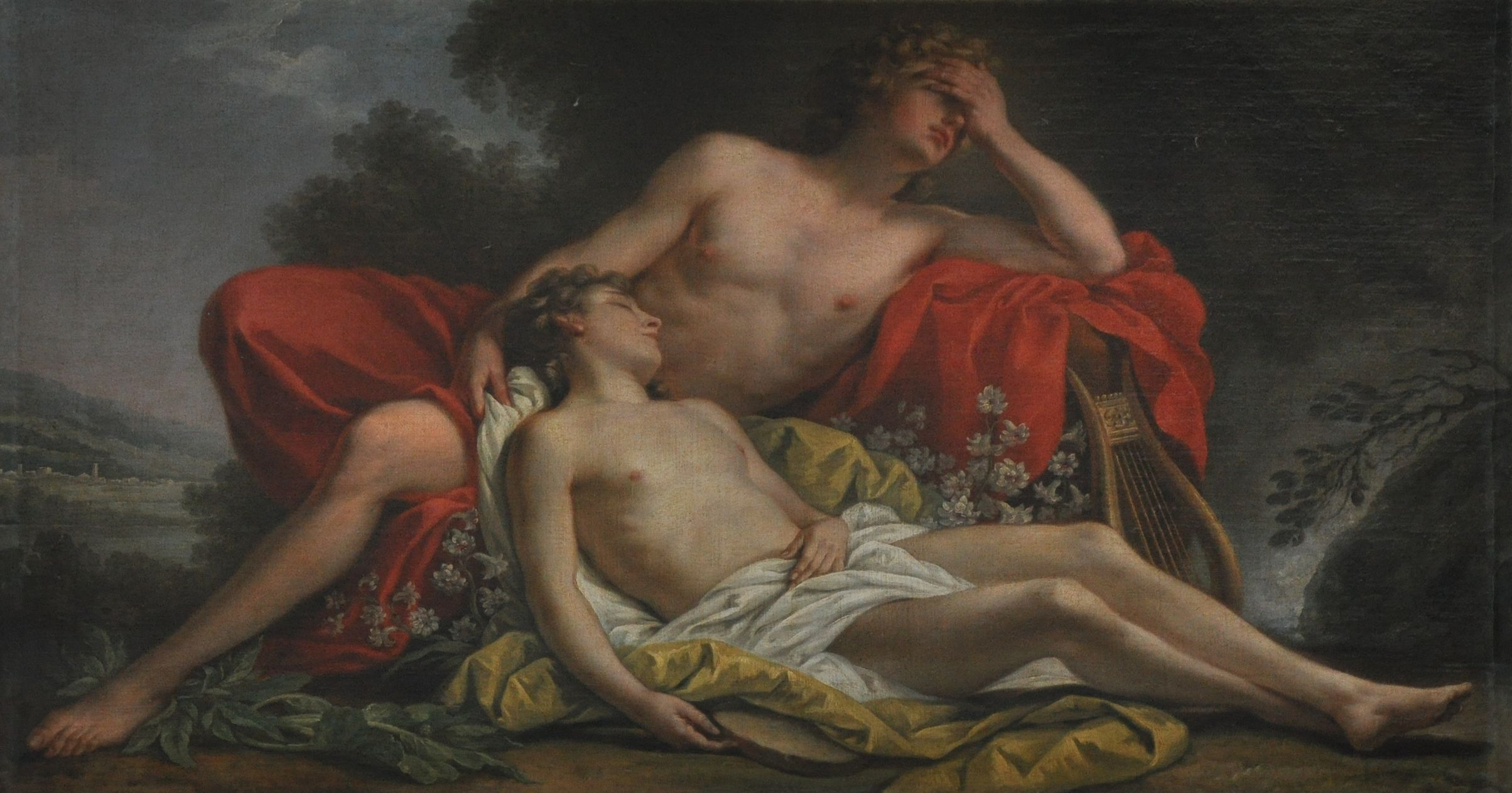
Гиацинт, превращаемый в цветок, 1769
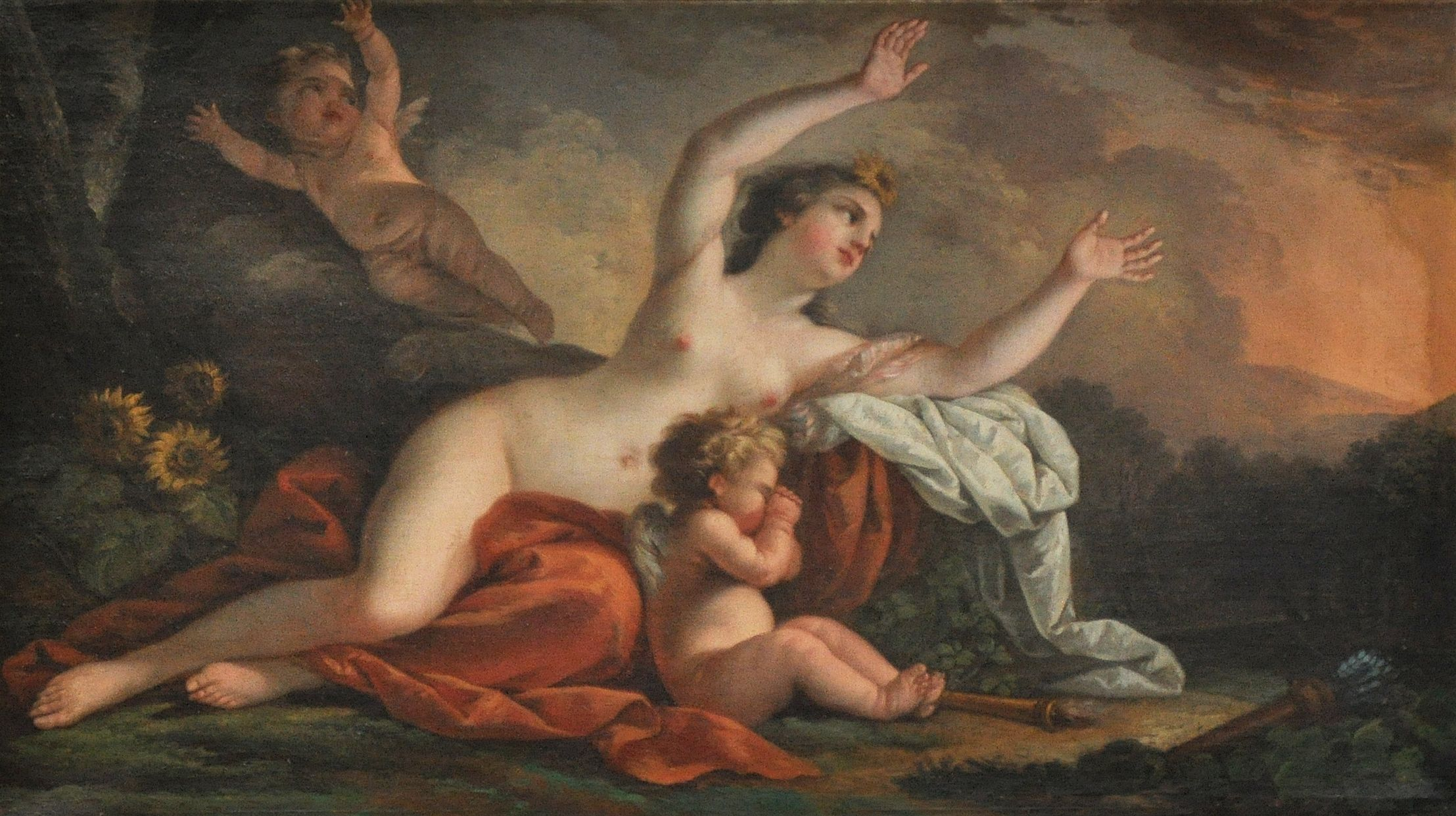
Клития, превращаемая в подсолнух, 1769
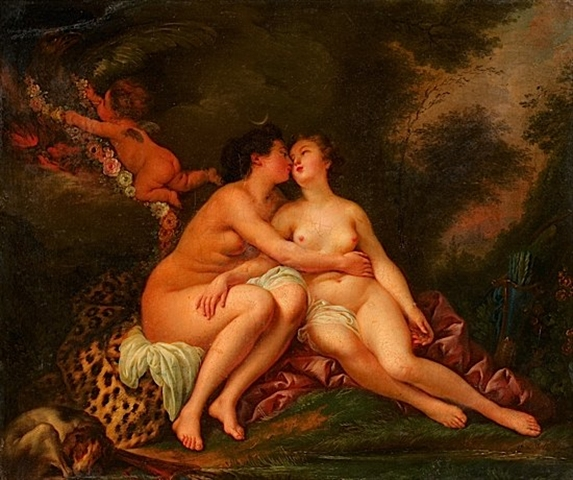
[[Diane et Callisto (Jollain)|Юпитер в образе Дианы соблазняет Каллисто, 1771
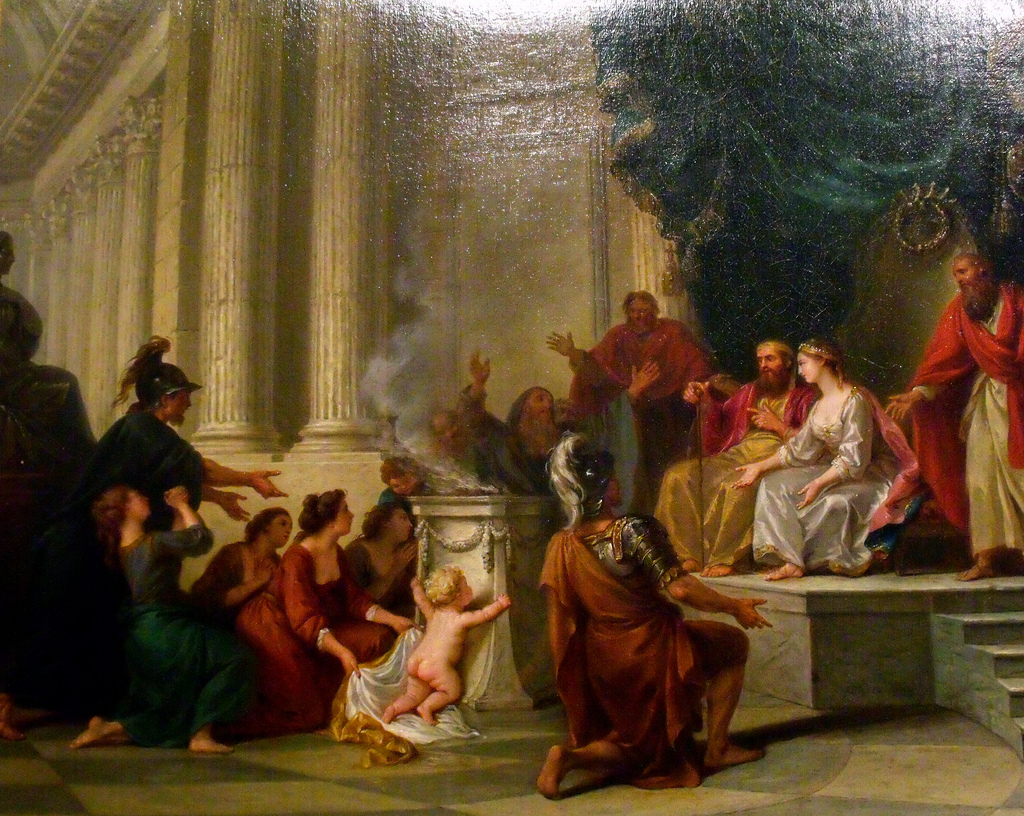
Альцеста с детьми приходит в храм Аполлона, чтобы молиться о выздоровлении своего мужа Адмета, 1777 года
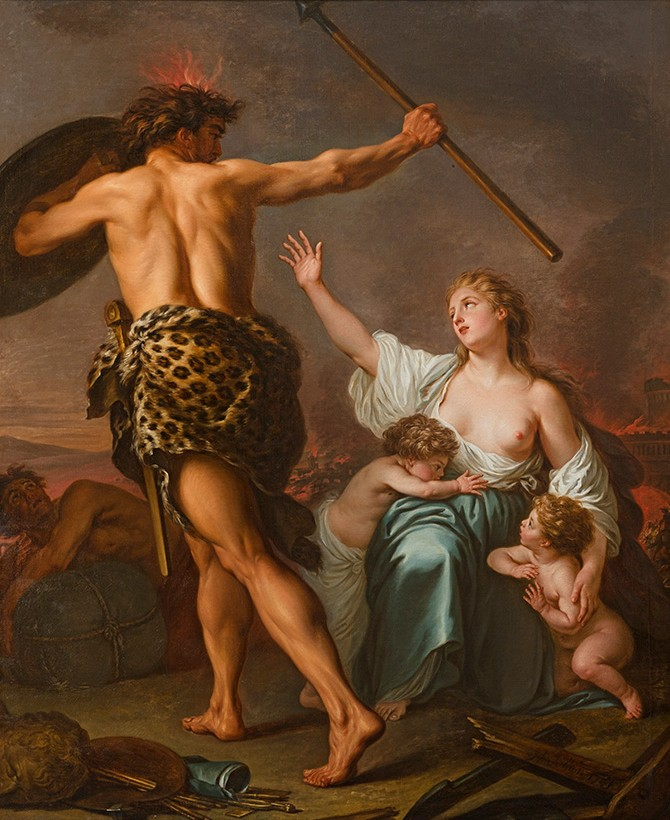
Человечество желает остановить Демона Войны, 1781
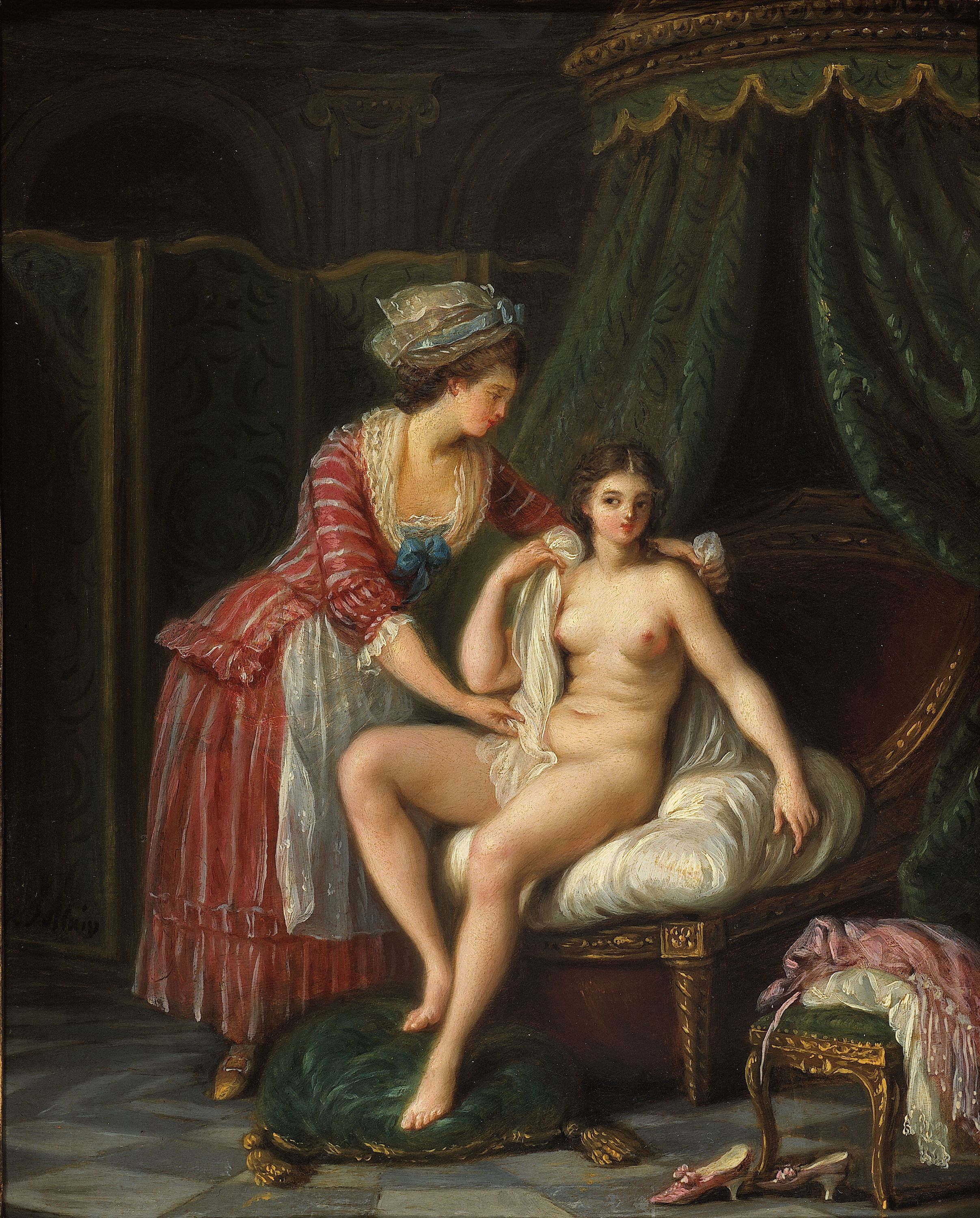
Обнажённая со служанкой, ок. 1780
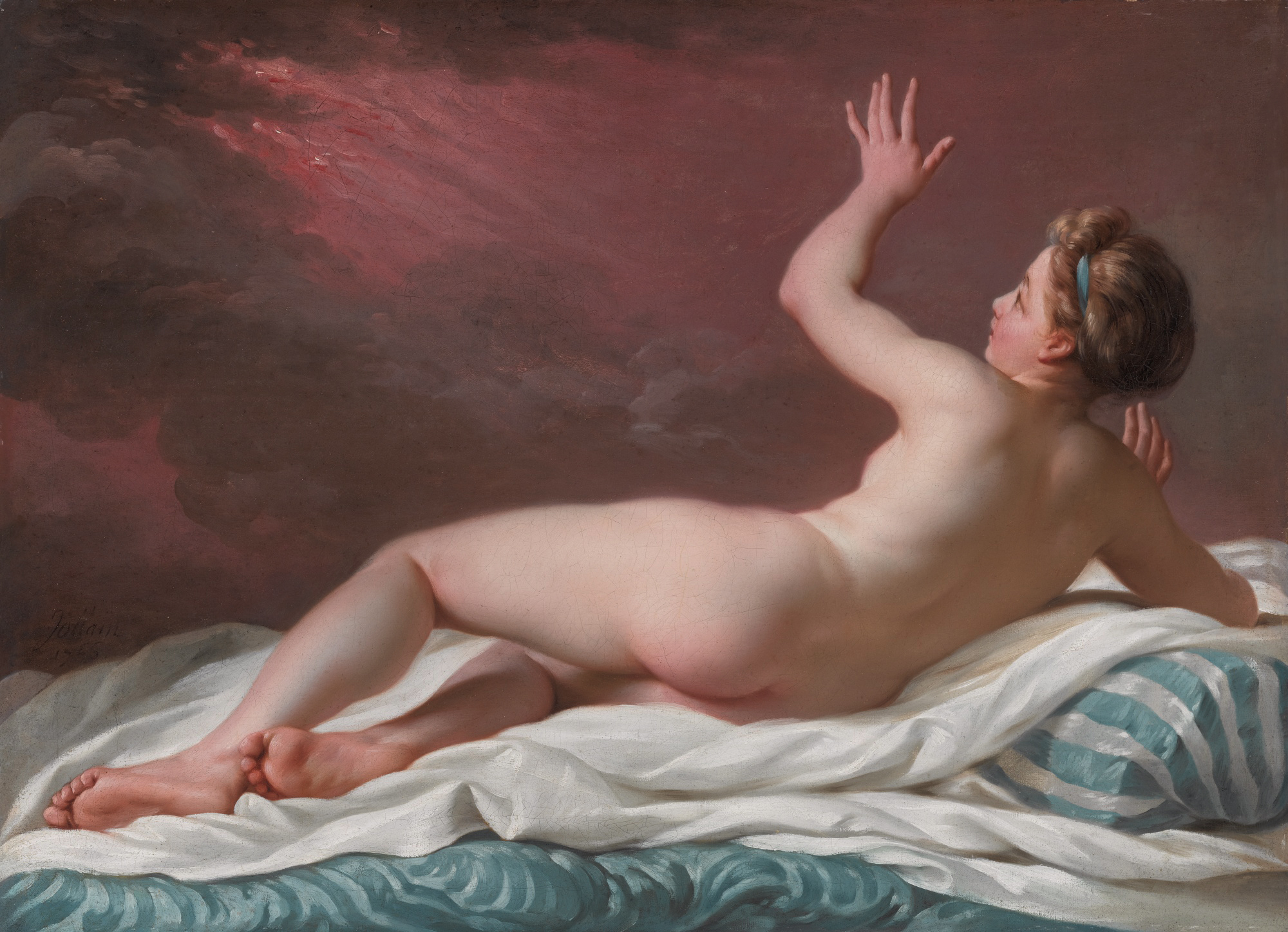
Даная, 1765